# 六酸化ウラン
六酸化ウラン(Uranium hexoxide)は、ウラン原子が6つの酸素原子と結合した仮説上の化合物である。既知の最も高い酸化状態は、陽イオンIrO4+中のイリジウム原子の+9であるが、この例は、+12と前例のないものである。

## 構造
六酸化ウランは、正八面体の対称性(w:Octahedral symmetry)を持つと予想されるが、他の形態も研究されている。1Oh型では、酸素原子は酸化物イオン(O2-)、1D3型では、3つの過酸化物イオン(O22-)となっている。3D2h型は2つのオキソ酸素と2対の超酸化物イオン(O2-)を持つ。